# 탈카라흐 포위전 (2011년 5월)
2011년 5월 14일, 시리아 민중봉기가 일어나는 동안 시리아 정부군은 탈카라흐 도시에서 작전을 시작했다. 정부군은 이 작전을 테러리스트에 대항한 계획이라고 말했지만, 시리아 반정부군은 이를 민주화 시위대에 대한 탄압이라고 발표했다.

## 작전
5월 15일, 시리아 육군이 레바논 국경의 마을인 탈카라흐에 도착했다. 이후 시리아군이 반정부군 인사를 학살했다는 보고가 들어왔다. 그 보고에서는 민간인들이 학살을 피해 레바논은 카비르 강으로 대부분 탈출했다고 전했다.
5월 19일, 시리아 육군이 작전을 끝내고 탈카라흐에서 철수하기 시작했다.